# Tribonyx
Tribonyx är ett släkte rörhöns i familjen rallar inom ordningen tran- och rallfåglar som förekommer i Australien. Det omfattar tre arter:
- Tasmanrörhöna (T. mortierii)
- Svartstjärtad rörhöna (T. ventralis)
- Maorirörhöna (T. hodgenorum) – utdöd

Tidigare fördes arterna till släktet Gallinula. Nyligen utförda DNA-studier bekräftar arternas särart och visar att de snarare står närmare några Porzana-sumphöns som småfläckig sumphöna än Gallinula-rörhönsen.